# Coccophagoides murtfeldtae
Coccophagoides murtfeldtae är en stekelart som först beskrevs av Howard 1894.  Coccophagoides murtfeldtae ingår i släktet Coccophagoides och familjen växtlussteklar. Inga underarter finns listade i Catalogue of Life.